# کاترینا بوزتی

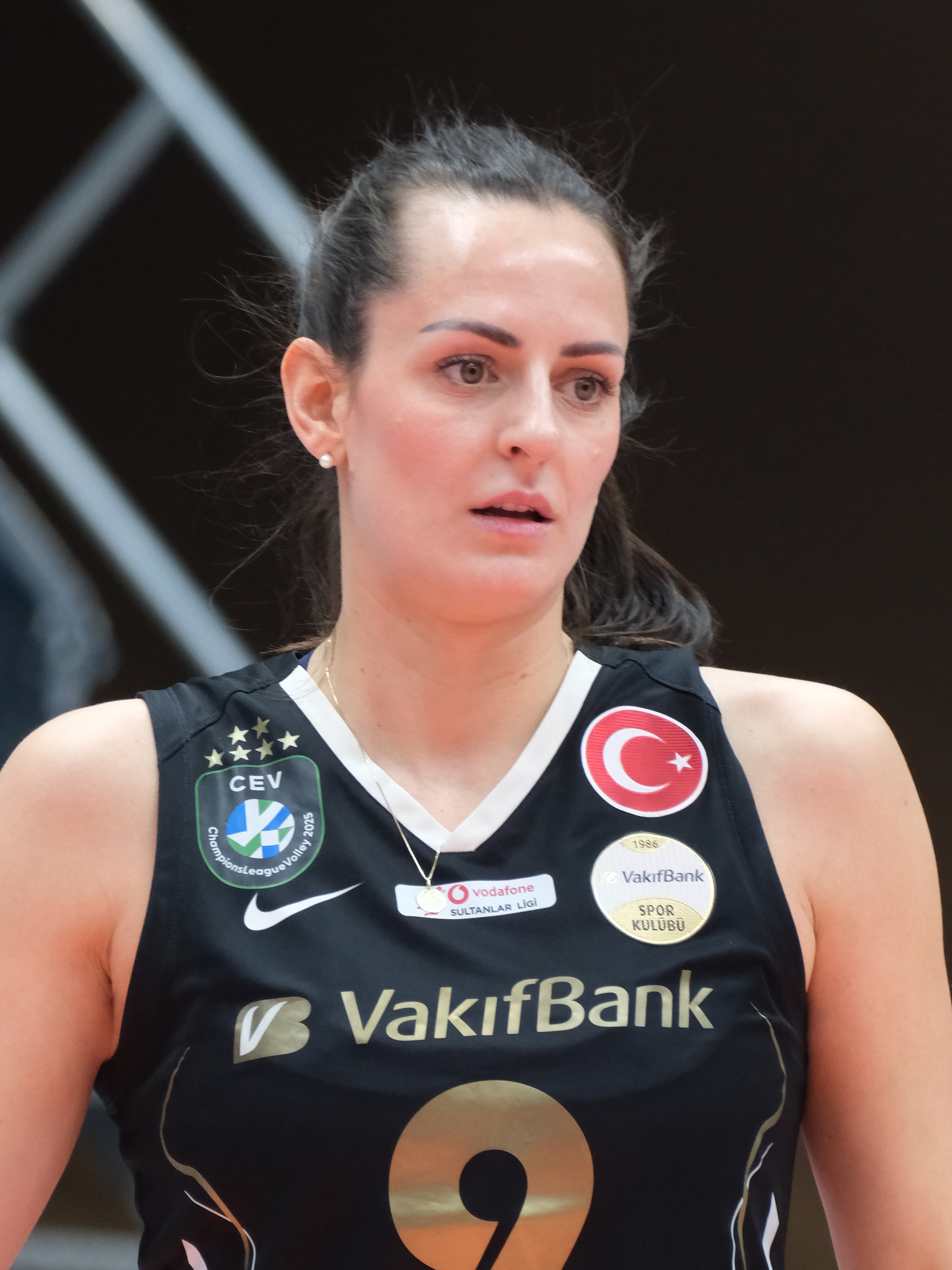

کاترینا چیارا بوزتی (به ایتالیایی: Caterina Chiara Bosetti) (متولد ۲ فوریه ۱۹۹۴) بازیکن والیبال اهل ایتالیا که عضو تیم ملی والیبال زنان ایتالیا است. او او در بازی های المپیک تابستانی ۲۰۱۲ به رقابت پرداخت.